# Карпенко Анатолій Григорович
Анатолій Григорович Карпенко — український композитор, аранжувальник, звукорежисер, продюсер та автор-виконавець. Найбільш відомий за співпрацею з: Жанною Боднарук, Дмитром Гнатюком, Валерієм Буймістером, Леонідом Сандуленком, Валентина Степова, Лілія Сандулеса, Іво Бобул, Таїсія Повалій, Наталка Могилевська, Степан Гіга, Андрій Шкурган, Фемій Мустафаєв, Володимир Семиноженко, Віктор Павлік, Любов та Віктор Анісімови, Вячеслав Хурсенко, Марина Одольська, Ірина Грей, Самая-Т, Ольга Крюкова, Дмитро та Назарій Яремчуки, Іван Красовський, Тетяна Білоцерківська, Валерій Козупиця, Тетяна Фінашко, Василь Лазарович та іншими.
Співпрацював з поетами, такими як – Михайло Ткач, Микола Бровченко, Степан Галябарда, Вадим Крищенко, Володимир Цибулько, Анатолій Матвійчук, Віктор Герасименко,  Ніна Шакун, Леонід Кисельов, Ігор Афанасьєв та з багатьма іншими. 
Продюсер, автор пісень та аранжувань альбомів Жанни Боднарук “Приворожи мене”, “Твір моїх мрій”, “З роси й води”, ”Стежка до раю”, ”All The Best”, «Разом з друзями».
Автор обробок класичних творів CD альбому Валентини Степової “В обіймах вічної музики”.  
Продюсер трьох авторських альбомів “Скарби А. Карпенка”, «Коханій» (2003 р.), «Жінці красивій» (2013 р.)
Як виконавець – працює в дуеті з популярною співачкою, народною артисткою України Жанною Боднарук.

## Життєпис
Народився в місті Київ (Україна) в 1953 році. Закінчив музичну школу. В п'ятнадцять років пішов на службу в армію вихованцем оркестру Київського військового суворовського училища. 
Професійну творчу діяльність Анатолій Карпенко розпочав у1968 році. Працював музикантом та керівником  ансамблю київського об’єднання музичних ансамблів (з 1974р.). 
Працював музичним керівником  ВІА “Славутич“, потім  вокально-інструментального оркестру “Київ” (Укрконцерт), з якими виступав на багатьох сценах колишнього Радянського Союзу, від Таліна до Южно-Сахалінська та від Архангельська до Єревану (1979 - 1982р.р.)
Працював з відомою співачкою Любою Успенською (Вірменія, 1976р.)
Брав участь у концертних програмах Валерія Леонтьєва (1982р.)
На мистецькому фестивалі “Зорі над Бугом” (1981р.) особисто акомпанував Юрію  Нікуліну.
Працював концертмейстером оркестру театру міміки та жесту “Райдуга”(1984 р.)
Займався концертною та студійною роботою, композицією та аранжуванням в Югославії та Ізраїлі (1991 – 1993 рр.)
У 1970 році у складі оркестру Київського Суворовського училища під керуванням Василя Охрименка став лауреатом Всеармійського конкурсу військових оркестрів (Москва).
В 1995 році на телевізійному фестивалі “Нові зірки старого року” Анатолій Карпенко визнаний одним із кращих аранжувальників України.
Член журі конкурсів: “Звёздный миг” (Донецьк, 1995р.), “Співаночка - джазочка” (Львів, 1996р.), телевізійного конкурсу “Зірки на сцену” (1996 – 2002р.р.), Першого всеукраїнського конкурсу артистів естради (2002р.), “Пісенний сад” (2004 -2006), “Пісенний вернісаж-2005 -2006”,“Слов’янський базар у Вітебську” (2006, 2008).
Лауреат Всеукраїнського фестивалю сучасної української естрадної пісні “Пісенний вернісаж-98”, “ Пісенний вернісаж-99”, “Пісенний вернісаж-2002”, “Пісенний вернісаж-2005”, “Пісенний вернісаж-2006”.
Учасник міжнародного фестивалю мистецтв ”Славянский базар в Витебске” різних років, як член режисерсько – постановчої групи, звукорежисер, автор пісень та аранжувань дипломантів та лауреатів конкурсу: Таїсії Повалій, Жанни Боднарук, Наталії Могилевської, Василя Лазаровича, Анастасії Тимофєєвої, Юлії Сіренко, Ростислава Тодореску, Ернеста Дерябіна.
В 2001 році, під час візиту лідера Китаю Дзянь Дзе Міна, представляв українську
пісню на офіційному прийомі в Маріїнському палаці.
В 2001 році брав участь у підготовці концерту II Всеукраїнського з’їзду вчителів (Нац. палац «Україна», Київ).
В 2001 році брав участь у підготовці і був саундпродюсером та головним звукорежисером концерту до відкриття Днів України в Росії у Кремлівському палаці (Москва).
В 2002 році – музичний керівник, автор пісень новорічних вистав в Національному палаці «Україна».          
В 2002 році в складі української делегації, очолюваної поетом Михайлом Ткачем, представляв українське мистецтво в Румунії.
В 2002 - 2009 роках – автор сценарію та головний режисер концертів до річниць товариства “Чернігівське земляцтво” (Палац спорту, м. Київ).
В 2005 році продюсер та звукорежисер альбомів камерного хору ім. Д. Бортнянського
«ДОБРИЙ ВЕЧІР ТОБІ, ПАНЕ ГОСПОДАРЮ!»,  «ХОРОВІ ФРЕСКИ СІВЕРЩИНИ» та
«СКАРБИ ПІСЕННОЇ УКРАЇНИ» (2008).
В 2005 році разом з поетом та драматургом Миколою Бровченком створив мюзикл «ПроСвітло або Мелодія Надії».
В 2005 році написав музику та створив музику до художнього фільму «Мосты сердечные или Любовь, любовь…»
В 2006 році член журі міжнародного дитячого музичного конкурсу “Слов’янський базар у Вітебську ”.
В 2008 році член журі міжнародного пісенного конкурсу “Слов’янський базар у Вітебську ”.
В 2008 році разом з співачкою Вікторією Васалатій та поетом Юрієм Рибчинським   
створив мюзикл "Едіт Піаф. Життя в  кредит." (автор аранжування, звукорежисер запису, BG - вокальні партії, майстерінг CD).
В 2010 році створив музику до вистави по п’єсі Ігоря Афанасьєва «Урус-Шайтан».
В 2011 році створив музику до вистави за мотивами М.Гоголя «Ніч перед різдвом»
для Амурського драматичного театру (Благовєщенськ, Росія).
В 2011 році створив музику до вистави по п’єсі Ігоря Афанасьєва «Хто кому Рабінович» для Київського обласного театру драми (Біла Церква)
В 2012 році створив музику до вистави по п’єсі Ігоря Афанасьєва «Поміж небом і землею». Театр ім. Івана Франка.
В 2012 році створив музику до дитячої вистави по п’єсі Ігоря Афанасьєва «Новорічні мандри 2013».
В 2013 році створив музику до дитячої вистави по п’єсі Ігоря Афанасьєва «Троє поросят».
В 2013 році провів авторський творчий вечір «Жінці красивій».
З 2018 року працює творчим консультантом в КЗВО КОР «Академія мистецтв».
З 1999 року очолює та продюсує власний проект - творче об’єднання “СКАРБ”.
Художній керівник творчих проектів та віцепрезидент благодійної організації «Фонд сприяння розвитку естрадного мистецтва  «Співай, Україно».